# بيل توماس (سياسي أمريكي)
بيل توماس (بالإنجليزية: Bill Thomas)‏ هو سياسي أمريكي، ولد في 1 يونيو 1947 في هينز في الولايات المتحدة. حزبياً، نشط في الحزب الجمهوري. وقد انتخب عضو مجلس نواب ألاسكا (2011 – 2012).